# Château Wagenbourg
Le château Wagenbourg est un monument historique situé à Soultzmatt, dans le département français du Haut-Rhin.

## Localisation
Ce bâtiment est situé au 25, rue de la Vallée à Soultzmatt.

## Historique
L'édifice fait l'objet d'une inscription au titre des monuments historiques depuis 1987.

## Architecture

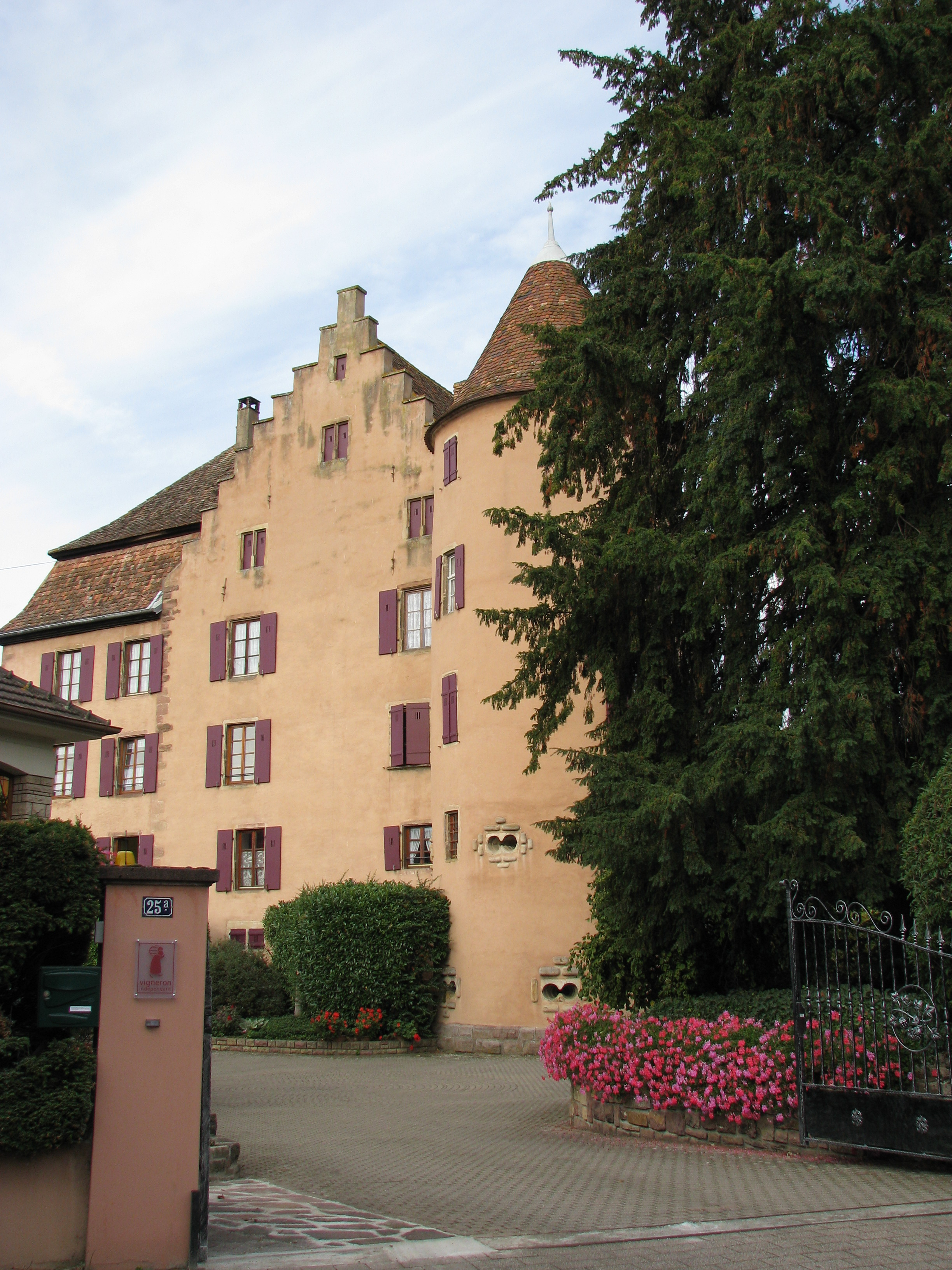
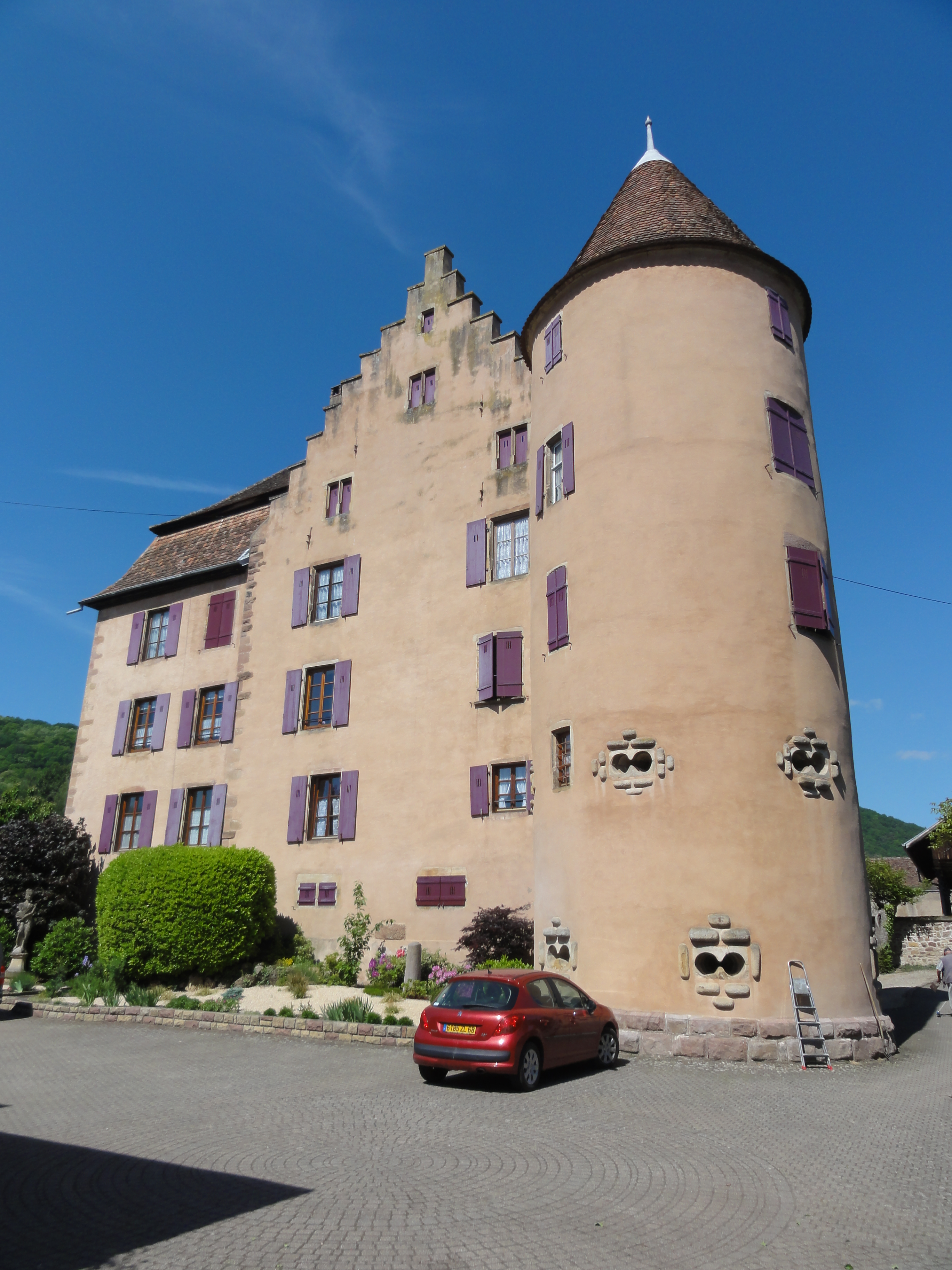
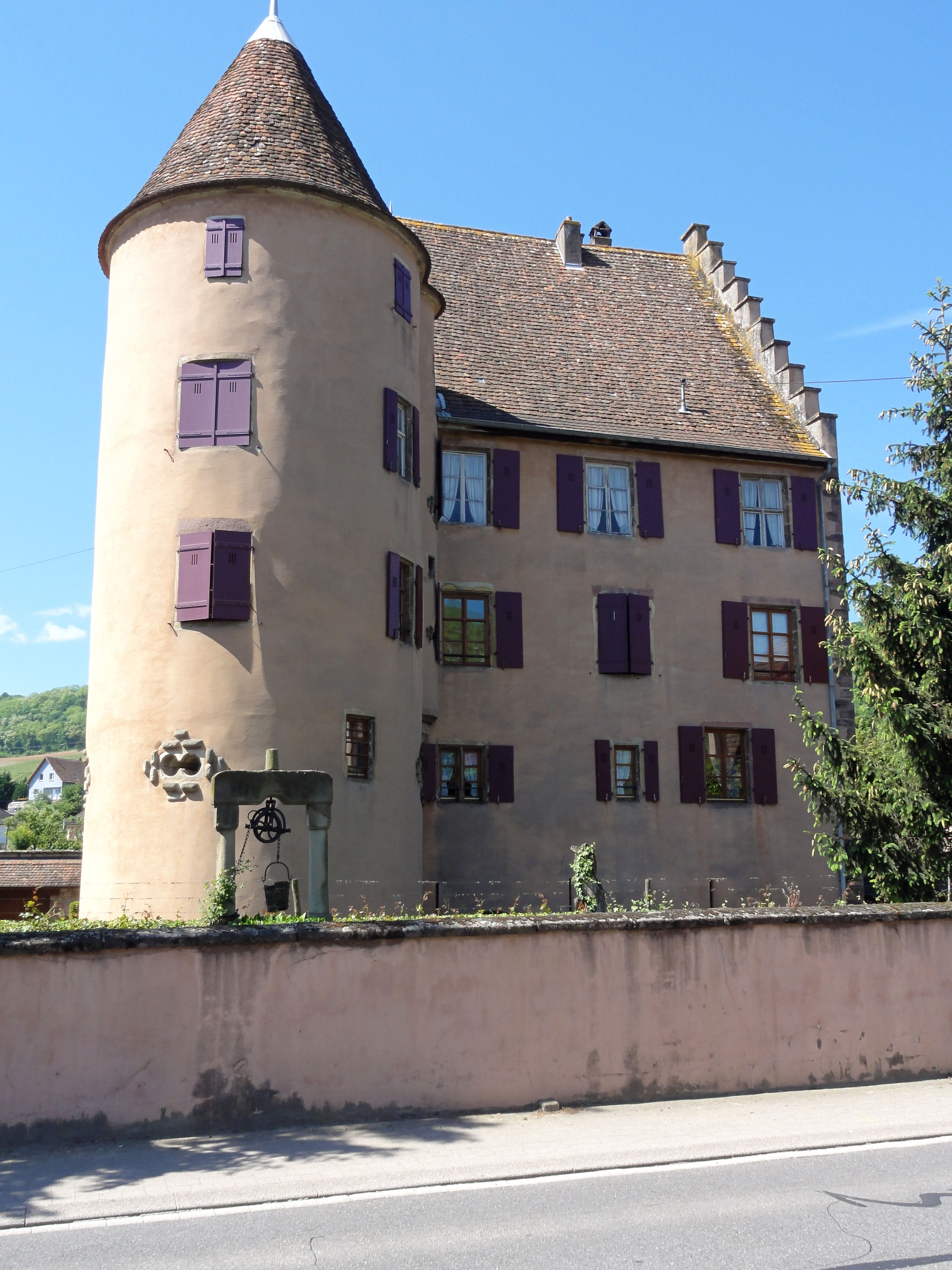
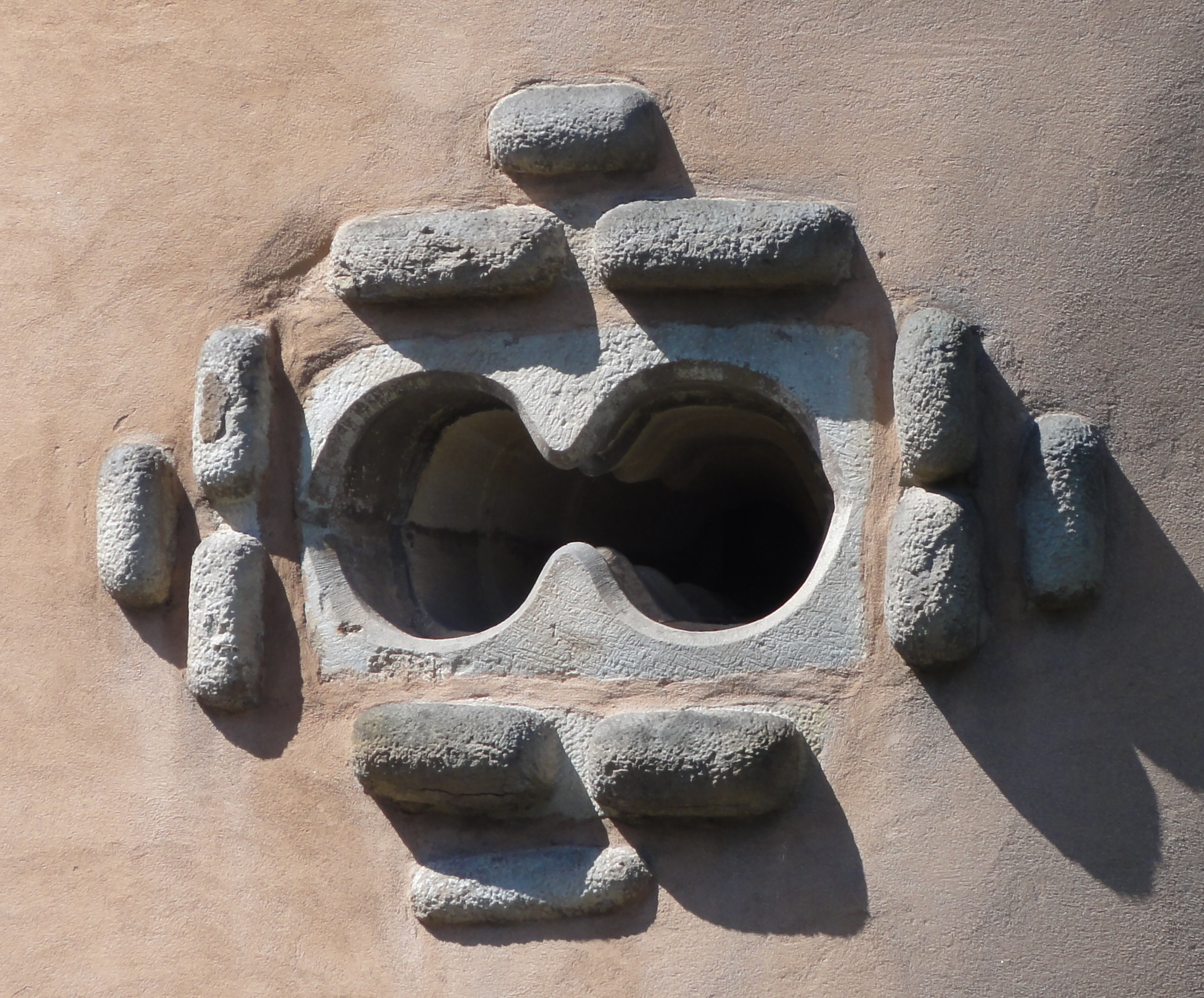